# Alphonse de Bourbon-Siciles (1841-1934)
Succession
Prétendant au trône des Deux-Siciles
27 décembre 1894 – 26 mai 1934
(39 ans, 4 mois et 29 jours)
Alphonse Marie Joseph Albert de Bourbon (Caserte, 28 mars 1841 – Cannes, 26 mai 1934), né altesse royale, prince royal des Deux-Siciles et comte de Caserte (jusqu'à la chute de la monarchie sicilienne le 20 mars 1861), est le 3e fils du roi Ferdinand II des Deux-Siciles (1810-1859) et de sa seconde épouse, Marie-Thérèse de Habsbourg-Lorraine-Teschen (1816-1867), et demi-frère du dernier roi du royaume des Deux-Siciles, François II des Deux-Siciles (1836-1894).

## Biographie
À partir de 1861, après avoir participé à la défense du royaume des Deux-Siciles jusqu'à son annexion par le royaume de Sardaigne, Alphonse de Bourbon vécut en exil à Rome jusqu'en 1870. Bénéficiant de la protection du pape, Il y épouse en 1868 sa cousine Marie-Antoinette de Bourbon-Siciles (1851-1938) qui lui donner 12 enfants. Il participa à la défense des États pontificaux, puis, après l'annexion de Rome, il s'exila à Cannes, où il s'installa à la villa Marie Thérèse, située route d'Antibes. 
En 1871, son frère cadet Gaétan, comte d'Agrigente met fin à ses jours. En 1875-1876, il participa en Espagne aux guerres carlistes, aux côtés de son cousin Charles de Bourbon (1848-1909), duc de Madrid, le prétendant carliste au trône d'Espagne.
La mort de ses frère et demi-frère aînés, Louis, comte de Trani en 1886 puis du roi François II en 1894 sans postérité mâle, firent d'Alphonse de Bourbon le prétendant au trône des Deux-Siciles (sous le nom d'Alphonse Ier), de 1894 à 1934, avec le titre de comte de Caserte.
Alphonse de Bourbon meurt en 1934 à l'âge de 93 ans. sa dépouille est inhumée à Cannes, au cimetière du Grand Jas.

## Postérité
De son mariage à Rome le 8 juin 1868 avec sa cousine germaine Marie-Antoinette de Bourbon-Siciles, fille aînée de François de Paule de Bourbon-Siciles (1827-1892) et de sa nièce Marie-Isabelle de Habsbourg-Toscane (1834-1901), naquirent douze enfants  qui porteront le titre de courtoisie de prince ou princesse des Deux-Siciles :
- Ferdinand-Pie de Bourbon, duc de Calabre (25 juillet 1869, Rome - 7 janvier 1960, Lindau),

(Ferdinand Pie Marie de Bourbon), qui succédera à son père comme prétendant au trône
∞ en 1897, Marie Louise Thérèse de Bavière (6 juillet 1872 - 10 juin 1954), postérité ;
- Charles de Bourbon (10 novembre 1870, Gries - 11 novembre 1949, Séville)

(Charles Marie François d’Assise Pascal Fernand Antoine de Padoue François de Paule Alphonse André Avellin Tancrède de Bourbon)
∞ (1) en 1901, infante María de las Mercedes de Bourbon (11 septembre 1880 - 17 octobre 1904), postérité ;
∞ (2) en 1907, princesse Louise d’Orléans (24 février 1882 - 18 avril 1958), postérité ;
- François de Paule de Bourbon-Siciles (14 juillet 1873, Rorschach - 26 juin 1876, Paris VIII)

(François de Paule Marie de Bourbon)
- Marie-Immaculée de Bourbon (30 octobre 1874, Cannes - 28 novembre 1947, Muri)

(Maria Immucalata Speranza Pia Teresa Cristina Filomena Lucia Anna Isabella Cecilia Appolonia Barbara Agnese Zenobia de Bourbon)
∞ en 1906, prince Jean Georges Pie Charles Léopold Marie Janvier Anaclet, duc de Saxe (10 juillet 1869 - 24 novembre 1938)
- Marie-Christine de Bourbon (10 avril 1877, Cannes - 4 octobre 1944, St Gilgen)

(Maria Cristina Carolina Pia Carmela Giuseppa Antonia Anna Luitgarda Sperenza Lucia Appolonia Cecilia Agata de Bourbon)
∞ en 1900, Pierre Ferdinand de Habsbourg-Lorraine (12 mai 1874 - 8 novembre 1948), prince impérial et archiduc d'Autriche, prince de Toscane, postérité ;
- Marie des Grâces de Bourbon (18 août 1878, Cannes - 20 juin 1973, Mandelieu)

(Maria delle Grazie Pia Chiara Anna Teresa Isabella Luitgarda Apollonia Agata Cecilia Filomena Antonia Lucia Cristina Caterina de Bourbon)
∞ en 1908, Louis d'Orléans-Bragance, prince du Brésil (26 janvier 1878 - 12 mars 1920), postérité ;
- Marie-Josèphe de Bourbon-Siciles (25 mars 1880, Cannes - 22 juillet 1971, Mandelieu-la-Napoule)

(Maria Giuseppa Antonia Ferdinanda Raimonda Annunziata Isabella Teresa Gaetana Anna Cristina de Bourbon)
- Janvier de Bourbon-Siciles (24 janvier 1882, Cannes - 11 juillet 1944, Cannes)

(Gennaro Marie François de Paule de Bourbon)
- Rénier de Bourbon, duc de Castro (3 décembre 1883, Cannes - 11 avril 1973, La Combe)

(Rénier Marie Benoît Joseph Labre Gaëtan François Xavier Barbe Nicolas Toussaint de Bourbon)
∞ en 1923, Maria Karolina Franciszka Józefa Antonia Eustachia Konstancja Zamoyska (22 septembre 1896 - 9 mai 1968), postérité ;
- Philippe de Bourbon (10 décembre 1885, Cannes - 19 mars 1949, Saint-John)

(Philippe Marie Alphonse Antoine Ferdinand François de Paule Louis Henry Albert Thadée François Xavier Hubert de Bourbon)
∞ (1) en 1916 (divorce en 1925) Marie-Louise d'Orléans (1896-1973), postérité ;
∞ (2) en 1927, Germaine Marguerite Odette Labori (1902-1968)
- François d'Assise de Bourbon-Siciles (13 janvier 1888, Cannes - 26 mars 1914)

(François d'Assise Eudes Marie Pierre d'Alcantara Ferdinand de Bourbon)
- Gabriel de Bourbon (11 janvier 1897, Cannes - 22 octobre 1975, Itu)

(Gabriel Marie Joseph Charles Ignace Antoine Alphonse Pierre Jean Majella Toussaint de Bourbon)
∞ (1) en 1927, Małgorzata Izabella Maria Magdalena Antonina Hiacynta Józefina Ludwika Czartoryska (17 août 1902 - 8 mars 1929)
∞ (2) en 1932, Cecylia Lubomirska (28 juin 1907 - 20 septembre 2001)

## Titulature et décorations

### Titulature
- 28 mars 1841 — 27 décembre 1894 : Son Altesse Royale Alphonse de Bourbon, comte de Caserte, prince des Deux-Siciles
- 27 décembre 1894 — 26 mai 1934 : Son Altesse Royale le comte de Caserte

### Décorations dynastiques
Autriche-Hongrie
| Ordre militaire de Marie-Thérèse | Chevalier de l'ordre militaire de Marie-Thérèse |

 Royaume de Bavière
| Ordre de Saint-Hubert | Grand-croix de l'ordre de Saint-Hubert |

 Royaume de Bulgarie
| Ordre des Saints Cyrille et Méthode | Chevalier de l'ordre des Saints Cyrille et Méthode |

 Royaume des Deux-Siciles
| Ordre de Saint-Janvier                                  | Grand-maître de l'illustre ordre royal de Saint-Janvier (27 décembre 1894)                                                |
| Ordre sacré et militaire constantinien de Saint-Georges | Grand-maître de l'ordre sacré et militaire constantinien de Saint-Georges (27 décembre 1894, abdique le 29 décembre 1931) |
| Ordre de Saint-Ferdinand et du Mérite                   | Grand-maître de l'ordre de Saint-Ferdinand et du Mérite (27 décembre 1894)                                                |
| Ordre de Saint-Georges de la Réunion                    | Grand-maître de l'ordre de Saint-Georges de la Réunion (27 décembre 1894)                                                 |
| Ordre royal de François Ier                             | Grand-maître de l'ordre royal de François Ier (27 décembre 1894)                                                          |

 Royaume d'Espagne
| Ordre de Charles III | Grand-croix de l'ordre de Charles III (28 janvier 1871) |

 Ordre souverain de Malte
| Ordre souverain militaire et hospitalier de Saint-Jean de Jérusalem, de Rhodes et de Malte | Bailli Grand-croix d'honneur et de dévotion de l'ordre souverain de Malte |

 Duché de Parme
|  | Grand-croix de l'ordre du Mérite civil de Saint-Louis (2 avril 1869) |

 Royaume de Saxe
| Ordre de la Couronne de Rue | Chevalier de l'ordre de la Couronne de Rue |

 Vatican
| Ordre de l'Éperon d'or | Chevalier de l'ordre de l'Éperon d'or (24 janvier 1913) |

 Royaume de France
| Ordre de la Couronne de Rue | Chevalier de l'ordre du Saint-Esprit |